# Bernhard Ehrenfels
Bernhard von Ehrenfels (12. června 1864 Unter Meidling – 5. října 1940 Vídeň) byl rakouský šlechtic a politik německé národnosti z Dolních Rakous, na přelomu 19. a 20. století poslanec Říšské rady.

## Biografie
Byl statkářem v Brunn am Walde.
Byl politicky činný. Od roku 1906 byl členem zemské zemědělské rady, do níž byl opět zvolen i v roce 1919. Byl prezidentem zemědělské společnosti, viceprezidentem plodinové burzy. V roce 1919 se stal členem státní komise pro socializaci. Ve 20. letech byl aktivní v milicích Heimwehr a v letech 1925–1927 byl zemským náčelníkem jednotek Selbstschutzverband Niederösterreich.
Zasedal též jako poslanec Dolnorakouského zemského sněmu. Zvolen sem byl v roce 1896 coby kandidát Strany ústavověrného velkostatku za kurii velkostatkářskou. Mandát zde obhájil v roce 1902 a 1909 a poslancem zemského sněmu byl do roku 1915. V letech 1910–1918 byl náhradníkem zemského výboru.
Byl i poslancem Říšské rady (celostátního parlamentu Předlitavska), kam usedl ve volbách roku 1897 za kurii velkostatkářskou v Dolních Rakousích. Mandát zde obhájil i ve volbách roku 1901. Ve volebním období 1897–1901 se uvádí jako svobodný pán Bernhard von Ehrenfels, statkář, bytem Brunn am Walde.
Ve volbách roku 1897 i ve volbách roku 1901 kandidoval do Říšské rady jako Ústavověrný velkostatkář.